# Ingeborg Drews
Ingeborg Drews (geboren als Ingeborg Weiser; * 26. Juli 1938 in Köln; † 21. August 2019 ebenda) war eine deutsche Lyrikerin, bildende Künstlerin, Kunsttherapeutin und Journalistin.

## Leben

### Ausbildung
Ingeborg Drews studierte von 1958 bis 1960 an den Kölner Werkschulen und an einer École des Beaux-Arts in Paris Malerei und Graphik. Sie studierte Handels-Englisch und -Französisch mit Abschluss vor der Industrie- und Handelskammer Düsseldorf in den Jahren 1974 bis 1978, um im Anschluss bei der Deutschen Welle Köln im Bereich Afrika-Englisch und Afrika-Französisch zu arbeiten.
Von 1975 bis 1978 studierte sie an der Fachhochschule für Kunst und Design Köln (erneut, ehemalige Kölner Werkschulen) alle grafischen Techniken: Siebdruck, Radierung, Steindruck (unter Pravoslav Sovak), mit Abschluss in Freier Grafik 1978. Sie hatte in der Folge zahlreiche Ausstellungen ihrer Malerei und Grafik, so wie Lesungen ihrer Gedichte, Satiren und Prosastücke in Galerien und Bibliotheken.
Von 1991 bis 1995 war Ingeborg Drews eingeschrieben an der Universität zu Köln im Bereich Kunsttherapie und Psychologie und machte ihr Diplom im Fach Psychiatrie mit einer Arbeit über Friedrich Nietzsches drei Dekaden bis zu seiner Umnachtung, Sprachuntersuchungen und psychologische Entwicklung. Ihren Abschluss an der Universität zu Köln machte sie bei Meinhard Adler. Sie war danach weiterhin eingeschrieben und studierte Soziologie, Kunsttherapie, Anglistik, Psychologie, Kunsthistorie und Philosophie. Im Jahr 2003 promovierte sie dort mit der Arbeit Der schöne Schein. Die Ästhetik des Kitsch bei Hans-Günter Richter.

### Werk
Seit 1958 befasste sich Ingeborg Drews mit Malerei, Zeichnung, Radierung, weiteren grafischen Techniken, dem Schreiben und Vortragen von Gedichten, Satiren, der Illustration ihrer Bücher und seit früher Jugend mit der Photographie. Das Gebiet umspannt im Wortbereich: Lyrik, Prosa und Satire, wissenschaftliche Abhandlungen, so wie Journalistik. Und Im Bildbereich Landschaftsmalerei, abstrakte Malerei, Porträts vertrauter Freunde, Selbstporträts, phantastische Radierungen und Federzeichnungen, Aquarelle, malerische Impressionen, Schriftsteller- und Künstlerporträts, erotische Körperbilder. Nach Studium der Psychologie/Kunsttherapie folgten Bilder von psychischen Krankheitsphasen, abgehandelte malerische Dokumente in der Malerei, Erforschung und Analyse anhand der Kunsttherapie.
In ihrer Malerei traten immer wieder Porträts von langjährigen Freunden und Verwandten hervor (beispielsweise Gigi Campi, Paul Dümpelmann, Walter Hanel, Rene Rothschild, Sigi Schulz, Marcelo Verzoni, Arno Levy, Dirk Spiekermann, Hermann Bortfeldt, Marita Palm, Doris Wolf, Zoot Sims sowie Jérôme Savary und den Artisten seiner Troupe).
Weiterhin verfasste sie wissenschaftliche Abhandlungen über Sublimation in der Kunst und über Kitschvorkommen in allen Gesellschaftsschichten (siehe Dissertation von 2003). In Beobachtung der Werke anderer Künstler veröffentlichte sie skizzenhafte, literarische Beschreibungen.
Daneben ist mehr und mehr die Photographie hervorgetreten; Großfotos von besonderen Gegenden, und dort Zeichen gesellschaftlicher Zustände (Polen, Marokko, Frankreich, Indien, Details eher unauffälliger Gegenden in Deutschland).
Ein besonderes Augenmerk lag alle Jahre auf der Darstellung des Werkes und Schicksals der verbotenen und verbrannten Dichter der Nazizeit und ihrer Autoren, deren literarischen Beschreibungen (Essays), wie gezeichneten/gemalten Porträts. Seit weit über dreißig Jahren leistete sie Beiträge zum Jahrestag der Bücherverbrennung mit Ausstellungen und Vorträgen/Lesungen (zuletzt 2011 im NS-Dokumentationszentrum Köln), mit Ausstellung von Dichterporträts und Lesung über die Begegnung mit Wilhelm Unger.
Verbal und in der Photographie porträtiert sie bedeutende Jazzmusiker, welche sie ab 1958 in Köln, Paris und London kennenlernte.
Erste literarische Veröffentlichungen hatte sie in V.O. Stomps Alphabet. Radiosendungen der Gedichte gab es ab 1960 im Deutschlandfunk. Sie hatte Veröffentlichungen in der Zeitschrift Sprachgitter von Emmanuel van Stein. Seit etwa 1985 wurden journalistische Texte von ihr in Gigi Campis Il Salotto veröffentlicht, einer Kulturzeitschrift, später in Campis Jazzette.
Drews ist von Anfang an journalistisch tätig, seit 1998 schrieb sie regelmäßig für das Jazz Podium (das älteste Jazzmagazin Deutschlands), so wie auch für Kunstzeitschriften wie KÖLNKUNST, neues rheinland, FERMATE, und ganzseitige Porträts für das Feuilleton der Kölnischen Rundschau.
Vorrangig im Bereich der Malerei und Fotografie hatte sie weiterhin zahlreiche Ausstellungen, oft verbunden mit Lesungen im In- und Ausland.
Seit den Nachkriegsjahren, wo sie im legendären Eiscafé von Gigi Campi mit vielen Jazzmusikern, aber auch namhaften bildenden Künstlern der Zeit, Fotografen, Menschen des Theaters (wie Gisela Holzinger, Dieter Flimm, Jérôme Savary, Helmut Griem, Wolfgang Forester) zusammenkam, verband sie eine lebenslange Freundschaft mit Künstlern wie dem Jazzmusiker Attila Zoller und dem Initiator großer Kunstereignisse Gigi Campi; ebenso pflegte sie Kontakt mit zahlreichen Schriftstellern und Künstlern.
Zur Musik des Gitarristen Attila Zoller rezitierte sie ihre Gedichte. Diese Tradition setzte Drews mit Ali Haurand und Gerd Dudek fort. Weitere Vorstellungen und Performances hatte sie mit Lajos Dudas und Philipp van Endert anlässlich der Memorials für den verstorbenen Attila Zoller in München, Wien, Stuttgart (ungarische Kulturinstitute) so wie Neuburg (Birdland) und im Goetheinstitut in Budapest (Rezitation von Gedichten und Prosa zu Attila Zoller, Konzerte der Musiker. Übersetzung der Gedichte in Ungarisch). Nach dem Tod von Gigi Campi 2010: Memorials im Freiraum und Alten Pfandhaus Köln, mit den Musikern Gerd Dudek, Hagen Horn, Ali Haurand, Zusammenarbeit mit Heinz Bähr an einer Broschüre über Gigi Campi und Nekrolog im Jazz Podium.
Drews starb 2019 im Alter von 81 Jahren und wurde im Familiengrab auf dem Kölner Südfriedhof beigesetzt.

### Archive
Drews’ bildnerische Werke befinden sich im Exilarchiv der Deutschen Bibliothek in Frankfurt am Main. Original-Porträts von Emigranten der Nazi-Zeit (angekauft), Essays zu diesen Porträts (Buch), weitere Bücher, Dissertation und Drucksachen. Im Deutschen Literaturarchiv Marbach, im Historischen Archiv der Stadt Köln (Zeichnungen, Radierungen, Malerei, Fotos, Dokumentationen über Ausstellungen, Beiträge in Kunstzeitschriften, ein Film von Gisela Holzinger, welche in der Galerie ON und dem Studio Dumont Drews-Werke liest, aufgenommen von Uwe Oldenburg (WDR)). Des Weiteren die CD Cascaden, Gedichtbände und Auszüge aus Anthologien, Kataloge, so wie circa 30 colorierte Original-Radierungen und einige Originale der Malerei, Landschaften.
Im Heinrich-Böll-Archiv, LiK, und im Rheinischen Bildarchiv befinden sich Gedichtbände, Gedichte, 81 Titel literarischer Art, Fotografien, Porträts über Künstler und künstlerische Ereignisse, Abhandlungen, Dissertation, Feuilleton-Beiträge.
In der Bibliothèque nationale de France befinden sich in der Abteilung Photographie: 40 Pariser Fotografien und preisgekrönte Fotos (Legnica/SATYRYKON). Film: Trailer des Films von M. Bleckmann: Auf der Suche nach der verlorenen Poesie.
Hierin ausführliches Interview über Ingeborg Drews und ihre Werke mit der Leiterin des Département des Gravures et de la Photographie, Mme. Marie-Cécile Miessner, Paris, aus dem Jahr 2010. Im Département Gravure: Die illustrierten Gedichtbände. Radierungen, Zeichnungen, Satiren. Im Département Musique: CD Jazz/Lyrik (Konnex), Artikel im Jazz-Podium der letzten zehn Jahre und andere Artikel, Buch von Friedemann Holst-Solbach mit vertonten Drews-Gedichten in fünf Sprachen.
Im Lippmann+Rau-Musikarchiv befinden sich Artikel und Korrespondenzen so wie Fotos, welche mit Jazz zu tun haben.
Für Aufnahme in das neue Historische Archiv der Stadt Köln werden Werke zunächst provisorisch aufgenommen. Der bisherige zehnjährige Bestand ist beim Zusammensturz des Archivs 2009 verschwunden, bzw. in Mitleidenschaft gezogen. Der Verbleib der Archivalien ist ungeklärt. Findbuch gibt Auskunft über den verlorenen Bestand.

## Auszeichnungen
- 1989 Satire-Preis, Sofia/Grabovo: House of Humour and Satire (Museum): Siebdruck: Oh Othello, you forgot your monocular.
- 1989 Literaturpreis Dormagener Federkiel (Lyrik), für den Band Am Rande der Stunden (Pendragon-Verlag)
- 1990 Erster Preis des Bulgarischen Künstlerverbandes (Sofia, Bulgarien) für: Satirische Graphik: Eine deutsche Behörde an windigem Vormittag
- 1999 SATYRYKON:(Legnica/Polen) Preis für ein Foto im Bereich gesellschaftliche Satire: Paris und seine schwarzen Spuren. Katalog
- 2001 SATYRYKON:(Legnica/Polen) Preis für satirisches Foto, Bereich Humor: BSB - die Verschwörung der Kühe. Katalog
- 2005 Preis/Katalog und Einzel-Ausstellung satirischer Fotos (80 Exponate im Centrum Cultury, Legnica). Einladung für eine Woche nach Legnica. Empfang. Broschüre.
- 2015 Prix Spécial des Karikaturistenfestivals in Saint-Just-le-Martel, Frankreich.[4]

Mitglied der Internationalen Jury des SATYRYKON, über zehn Jahre Einladung zur Teilnahme an den Ausstellungen und Vorträgen auf dem Salon International de la Caricature, du Dessin de Presse et d´Humour, St.Just, France.

## Werke (Auswahl)
- Die gewöhnliche Sternstunde. Gedichte, Grupello Verlag, Düsseldorf 1999, ISBN 3-933749-12-3.
- Am Rande der Stunden. Gedichte, Pendragon Verlag, Bielefeld 1989, ISBN 3-923306-26-1.
- Verboten/Verbannt/Verbrannt. Köln 2008, ISBN 978-3-00-025333-1.
- Lyriktexte gesprochen / 17 Titel Cascaden, in Zusammenarbeit mit den Musikern Gerd Dudek und Ali Haurand. CD erschienen bei Konnex 2006, KCD 5181 (Lyrik & Jazz, Gedichte/Drews/Musik A. Haurand, Kontrabass / Gerd Dudek, Sax.)
- Malerei/Grafik/Aphorismen. Katalog zur Ausstellung (80 Exponate) in der Galerie der Handwerkskammer zu Köln 1990, Vorwort: Antje Soléau
- Mein Paris trägt grüne Schuhe. Eine autobiographische Erzählung, Roland Reischl Verlag, Köln 2012, ISBN 978-3-943580-04-4.

## Vertonungen
- Friedemann Holst-Solbach (2010): „Leid unverstanden“. 12 Gedichte von Ingeborg Drews in vier Sprachen: Deutsch, Englisch, Russisch und Französisch. Mit 14 Abbildungen ihrer gemalten und gezeichneten Bilder. Notenbuch mit CD. ISMN 9-790-50075-012-3 (Onlinebestellung) und ISMN 9-790-500750093 (Fachhandel)
- Alice Samter: Vertonung des Gedichtes Rose (aus Band Grupello-Verlag) im Jahr 2002. Es wurde uraufgeführt in Berlin mit Cello-Begleitung und der Opernsängerin Rosemarie Arzt bei der Trauerfeier auf dem Friedhof Heerstraße anlässlich des Begräbnisses von Alice Samter 2004

### Radiosendungen
Ihre Lyrik wurde in folgenden Radiosendungen vorgestellt:
- 1962 bis 1963: Deutschlandfunk, Lyrisches Intermezzo (gelesen von Eva Schwarz), Gedichte Drews, noch unter ihrem Geburtsnamen Inge Weiser
- 1977 bis 1980: Radio Ljubljana/Jugoslawien: Literarni Nocturno, 10 Gedichte in Slowenisch, Texte: Deutsche Städtebilder, Drei Sendungen mit Interview/Musik, Redakteurin: Rapa Suklje
- 1983: Deutschlandfunk: Lyrik Heute (Sendung Jürgen Becker Lyrik/Hörspiel): 8 Gedichte, gelesen von Jochen Breiter
- 1990: Deutsche Welle, Slowenischer Dienst - 10 Gedichte in Übersetzung von Radio Ljubljana, gelesen von Sprecher Peterlin. Redakteur: Loys Lampret: Interview mit der Malerin und Dichterin Ingeborg Drews
- 1990: WDR Budengasse: Redakteurin Ursula Kaps, Interview und Sendung. Über das Schreiben, mit Gedichten von Ingeborg Drews anlässlich des Literaturpreises Dormagener Federkiel
- 1995/96: Deutschlandfunk: Literatur-Sendung, Redaktion Hans Bender: Neue Gedichte von Ingeborg Drews. 2. Sendung, Redakteur Erhard Kluge: Gedichte von Ingeborg Drews
- 1997: WDR - Forum der Poesie 1997 - Lesung aufgenommen in der Zentralbibliothek Köln: Gedichte von Ingeborg Drews
- 1998: DW.: Lesung der Gedichte im Ilap. Portugiesischen Dienst der Deutschen Welle, aus dem Spanischen übersetzt, (Gedichte für die Rielo-Stiftung) und gesendet im Magazin Cultural. Mit Interview. Redakteurin: Paula Carvalho
- 1999: Deutsche Welle, Lesung der englischen Gedichte im Englischen Dienst. Interview und Porträt Ingeborg Drews, Lyrikerin. Redakteur: Jeremy Lane
- 2000: Deutsche Welle: INSPIRED MINDS ‚Arts on the Air‘. Redakteur Brendain O’Shea. Artist of the week: Ingeborg Drews: Poetry and Jazz
- 2003: Forum der Poesie, WDR 3 Lyrische Perspektiven in Köln, Redaktion Michael Kothes: 6 Gedichte von Ingeborg Drews. DLF: Mosaik
- 2003: NDR Hannover, Redakteurin Frau von Schwarzkopf, Köln. Über das Schreiben von Gedichten. Porträt Ingeborg Drews.
- 2013: WDR Köln. Redaktion: Frank Höller. Über den Roman Mein ‚Paris trägt grüne Schuhe‘.